# Türje (Estland)
Türje (Duits: Türjel) is een plaats in de Estische provincie Lääne-Virumaa, behorend tot de gemeente Tapa. De plaats heeft de status van dorp (Estisch: küla).
Tot in oktober 2017 viel Türje onder de gemeente Tamsalu. In die maand werd Tamsalu bij de gemeente Tapa gevoegd.

## Bevolking
Het dorp had 14 inwoners op 31 december 2011 en 9 inwoners op 31 december 2021.

## Ligging
Türje ligt tegen de grens met de provincie Järvamaa aan. De dichtstbijzijnde grotere plaats is Järva-Jaani, 5 km ten zuidwesten van Türje.

## Geschiedenis
Türje werd voor het eerst genoemd in 1615 onder de naam Tyrgel, als dorp en ‘semi-landgoed’ (Duits: Beigut, Estisch: poolmõis), een landgoed dat deel uitmaakt van een groter landgoed, in dit geval Wechmuth (Võhmuta). Het dorp heette achtereenvolgens Türjelt (1708), Turja (1788), Türgel (1796) en Türje (1883). De naam is vermoedelijk afgeleid van de naam van een boer op het landgoed.
Tussen 1977 en 1998 maakte Türje deel uit van het buurdorp Võhmuta.
Het station Võhmuta aan de smalspoorlijn tussen Türi en Tamsalu lag op het grondgebied van Türje. De lijn bestond tussen 1920 en 1972.